# هجوم نظامی
هجوم نظامی (انگلیسی: Swarming) هجوم دسته‌جمعی یا حمله گروهی یک تاکتیک جنگی است که برای به حداکثر رساندن و اشباع هدف و در نتیجه غلبه بر دفاع یا هدف اصلی طراحی شده است. مدافعان می‌توانند با انجام اقدامات متقابل هجومی که برای خنثی کردن یا دفع چنین حملاتی طراحی شده‌اند، بر تلاش‌های هجوم نظامی غلبه کنند.
هجوم نظامی اغلب در جنگ نامتقارن رخ می‌دهد، جایی که نیروهای مخالف از نظر اندازه یا ظرفیت یکسان نیستند. در چنین شرایطی، هجوم دسته‌جمعی شامل استفاده از یک نیروی غیرمتمرکز علیه حریف است، به شیوه‌ای که بر تحرک، ارتباط، استقلال واحد و هماهنگی یا همگام‌سازی تأکید دارد. از نظر تاریخی، نیروهای نظامی از اصول هجوم دسته‌جمعی بدون بررسی صریح آنها استفاده کرده‌اند، اما اکنون تحقیقات فعالی در بررسی آگاهانه دکترین‌های نظامی که ایده‌هایی از هجوم دسته‌جمعی می‌گیرند، وجود دارد. در طبیعت و موقعیت‌های غیرنظامی، اشکال مختلف دیگری از هجوم دسته‌جمعی وجود دارد. اشکال بیولوژیکی اغلب سیستم‌های تطبیقی پیچیده‌ای هستند، اما هیچ برنامه‌ریزی مرکزی، قوانین فردی ساده و رفتار غیرقطعی ندارند که ممکن است با شرایط تکامل یابد یا نیابد.
کاوش‌های نظامی فعلی در مورد حمله گروهی، طیف عملیات نظامی، از استراتژیک تا تاکتیکی را مورد بررسی قرار می‌دهد. یک گروه متخصص، نقش حمله گروهی را در "انقلاب در امور نظامی" یا تحول نیرو ارزیابی کردند. آنها مشاهده کردند که حمله گروهی نظامی در درجه اول تاکتیکی، گاهی عملیاتی و به ندرت استراتژیک است و مکمل تلاش‌های دیگر است تا جایگزینی برای آنها. هجوم نظامی، امتداد منطقی جنگ شبکه محور است. در حال حاضر، شبکه‌سازی برای حمله گروهی فقط در زمینه‌های خاص موجود است.